# Гра (фільм, 1981)
«Гра» — радянський художній фільм 1981 року, знятий режисером Арвідсом Крієвсом і Гунаром Пієсісом на Ризькій кіностудії.

## Сюжет
За романом З.Скуїньша «Нагота».
Історія знайомства солдата Каспарса та дівчини Ліби.

## У ролях
- Рудольф Плепіс — солдат Каспарс (дублював Леонід Бєлозорович)
- Індра Бурковська — Каміта
- Таліс Валдіс — Сандріс
- Єва Крістіня — Ліба
- Арія Стурнієце — Бірута
- Арійс Гейкінс — Гатіс
- Юріс Стренга — Апаріод
- Юріс Барткевичс — міліціонер
- Едгарс Лієпіньш — епізод
- Петеріс Луцис — епізод
- Петеріс Мартінсон — дід
- Лігіта Скуїня — Маріка
- Тамара Соболєва — мати Ліби
- Зігріда Стунгуре — епізод
- Адольф Шапіро — лікар
- Антонія Янсоне — господиня
- Бригіта Круміня — епізод
- Єва Акуратере — епізод
- Т. Шверсте — епізод
- Еріка Ферда — епізод
- Олга Круміня — епізод
- Угіс Брікманіс — Варіс
- Івета Брауна — Джульєтта

## Знімальна група
- Режисери — Арвідс Крієвс, Гунар Пієсіс
- Сценарист — Наталія Синельникова
- Оператор — Давіс Сіманіс
- Композитор — Мартіньш Браунс
- Художник — Інара Антоне